# 米尔斯号护航驱逐舰
米尔斯号护航驱逐舰（英語：USS Mills，舷号：DE-383），是美国海军于第二次世界大战期间建造的一艘埃德索尔级护航驱逐舰，其舰名取自在阿留申群岛战役中阵亡的杰出飞行十字勋章获得者劳埃德·琼斯·米尔斯（Lloyd Jones Mills）少尉。
该舰由詹姆斯·E·米尔斯（James E. Mills）夫人冠名，于1943年3月26日在德克萨斯州休斯敦布朗造船厂铺设龙骨，随后于5月26日下水。1943年10月12日，米尔斯号正式服役，交由詹姆斯·斯库尔克拉夫特·马齐（James Schoolcraft Muzzy）少校指挥。

## 设计与装备
埃德索尔级护航驱逐舰的设计与巴克利级护航驱逐舰类似，均采用长船体并建有较高的舰桥。该级护航驱逐舰配备3英寸（76毫米）50倍径单装主炮，后续曾计划更换为5英寸（127毫米）38倍径主炮，但最终没有实际执行。该级护航驱逐舰由4台费尔班克斯-莫尔斯38D8-1/8-10内燃机提供动力，总功率最高可达6000匹马力，最高航速21节。其燃料舱可携带312吨重油，在12节航速下航程可达11000海里。此外，该级舰船还配备有较完善的侦查搜索系统，包括SL或SU水面雷达、SA对空雷达、QC声呐系统以及用于监听潜艇无线电的HF/DF天线。

## 服役历史
在百慕大完成试航调整后，米尔斯号被派往诺福克训练护航船只的骨干船员，1944年1月10日，她正式开始执行跨大西洋护航任务。4月1日凌晨，米尔斯号护送的第二批船团在阿尔及尔海域遭遇德军鱼雷轰炸机空袭，队内杰拉德·英格索尔号自由轮被命中起火，船员弃船逃生。米尔斯号随后赶赴现场救起幸存者并派遣一支损管小队登船灭火，火势得到控制后，米尔斯号和一艘英国拖船一同将杰拉德·英格索尔号拖至阿尔及尔接受紧急修复。此后直至德国投降，米尔斯号共护送9批船团前往地中海、爱尔兰、英国和法国港口。
1945年5月30日，米尔斯号离开纽约，经巴拿马运河进入太平洋，最终于7月8日抵达埃达克岛，此后一段时间，她一直在附近海域执行气象监测、飞机监视、护航巡逻等任务。8月20日，米尔斯号启程前往日本协助盟军处置战后事宜，9月9日，她顺利进入陆奥。9月25日，米尔斯号返回阿拉斯加执行任务，11月17日，她又被调往天津和青岛开展行动。1946年2月11日，米尔斯号受命返回美国本土，她先后途经珍珠港和巴拿马运河，最终于3月22日抵达查尔斯顿。4月25日，米尔斯号驶抵格林科夫斯普林斯封存，随后于6月14日正式退役。
1957年10月3日，加装了先进雷达和电子设备的米尔斯号作为雷达哨戒驱逐舰DER-383在波士顿海军造船厂重归现役。1958年4月3日，她从纽波特出发前往阿真舍，正式开启其雷达哨戒生涯，此后直至1961年7月28日，该舰在纽芬兰至亚速尔群岛一线共完成了17次时长3至4周的哨戒巡逻任务。1961年8月28日至1963年末，米尔斯号主要在格陵兰、冰岛、英国一线活动。
1964年，米尔斯号被调往新西兰协助开展深冻行动，此后的1964-1965、1966-1967、1967-1968三个夏季考察期内，该舰都在指定海域执行气象监测和飞机导航任务。该项部署难度极高，每个任务周期开始时，米尔斯号都需要从美国出发，经巴拿马运河，跨越11,000英里（18,000）驶抵但尼丁，随后继续向南进入指定海域，任务结束后，她又需要途经印度洋、苏伊士运河和地中海，最终驶抵纽波特，完成环球航行。1965年，米尔斯号没有参与深冻行动，在此期间，她主要作为训练舰在佛罗里达海域训练船员。
1968年9月1日，米尔斯号在基韦斯特转入预备役，此后的2年内，她主要作为后备训练舰在巴尔的摩执行任务。1970年10月27日，米尔斯号正式退役，1974年8月1日，她自美国海军除籍，随后于次年3月12日被出售拆解。

## 荣誉
米尔斯号服役期间所获荣誉如下：
|  |             |  |
|  |             |  |
|  | Bronze star |  |
|  |             |  |

| 战斗行动奖章   |                                        |                        |
| 海军远征奖章   | 中国服役奖章                           | 美国战役奖章           |
| 亚太战役奖章   | 欧洲-非洲-中东战役奖章 （1枚战斗之星） | 第二次世界大战胜利奖章 |
| 国防部服役奖章 | 南极服役奖章                           | 武装部队远征奖章       |

## 历任舰长
| 姓名       | 译名                       | 军衔 | 所属军种             | 任职时间                     |
| ---------- | -------------------------- | ---- | -------------------- | ---------------------------- |
|            | 詹姆斯·斯库尔克拉夫特·马齐 | 少校 | 美国海岸警卫队       | 1943年10月12日               |
|            | 维克托·法伊弗              | 少校 | 美国海岸警卫队       | 1944年5月4日                 |
|            | 亨利·E·林林                | 上尉 | 美国海岸警卫队预备役 | 1945年8月15日                |
|            | 道格拉斯·戴维斯·沃斯勒     | 少校 | 美国海岸警卫队       | 1945年-1946年6月14日         |
|            | 约瑟夫·尤金·费斯特         | 少校 | 美国海军             | 1957年10月3日                |
|            | L·B·劳德米尔克             | 少校 | 美国海军             | 1958年7月3日                 |
|            | 威廉·马多克斯·麦克唐纳     | 少校 | 美国海军             | 1959年10月23日               |
|            | 戴明·韦特·史密斯           | 少校 | 美国海军             | 1961年5月13日                |
|            | 罗伯特·戴尔·霍夫曼         | 少校 | 美国海军             | 1962年11月19日               |
|            | 小亨利·克莱·莫里斯         | 少校 | 美国海军             | 1964年11月11日               |
|            | 约瑟夫·艾伯特·费尔特       | 中校 | 美国海军             | 1966年10月25日               |
|            | 托马斯·爱德华·布伦德尔     | 上尉 | 美国海军             | 1968年9月26日                |
|            | 弗雷德·丹尼斯·戴克斯       | 上尉 | 美国海军             | 1970年2月25日-1970年10月27日 |
| 参考文献： |                            |      |                      |                              |